# Nasza Ameryka
Nasza Ameryka (ang. In America) – irlandzko-brytyjski dramat obyczajowy z 2002 roku w reżyserii Jima Sheridana. Zdjęcia kręcono w Dublinie i Nowym Jorku.

## Opis fabuły
Po śmierci swojego syna irlandzki emigrant Johnny wraz z żoną Sarah oraz dwiema córkami postanawia przeprowadzić się do Stanów Zjednoczonych. Chcą tam zacząć nowe życie i zapomnieć o tragicznych wydarzeniach. Plany rodziny komplikują się, w momencie, w którym wprowadzają się do zaniedbanej kamienicy w niebezpiecznej części Manhattanu. Poza trudnymi warunkami w mieszkaniu borykają się również z problemem znalezienia pracy. Mimo to córki Johnny’ego i Sarah cieszą się z przeprowadzki.

## Obsada
- Djimon Hounsou – Mateo
- Samantha Morton – Sarah
- Paddy Considine – Johnny
- Sarah Bolger – Christy
- Emma Bolger – Ariel
- Neal Jones – Oficer

## Nagrody i wyróżnienia
- Oscary za rok 2003
  - Djimon Hounsou – najlepszy aktor drugoplanowy (nominacja)
  - Samantha Morton – najlepsza aktorka (nominacja)
  - najlepszy scenariusz oryginalny (nominacja)